# Адажио Альбинони
Ада́жио соль мино́р для струнных инструментов и органа, известное как Адажио Альбино́ни, — произведение Ремо Джадзотто, впервые опубликованное в 1958 году как музыкальная мистификация.

## История
По утверждению Джадзотто, пьеса представляет собой реконструкцию, основанную на фрагменте из музыки Томазо Альбинони, найденном им в 1945 году на руинах Саксонской земельной библиотеки, которая была разрушена при бомбардировке Дрездена британской и американской авиацией. В том же году Ремо Джадзотто опубликовал первую научную биографию Альбинони, который в 1720-х годах работал в Германии. Найденный фрагмент, согласно предисловию Джадзотто к первому изданию Адажио, содержал басовую партию и два фрагмента партии первой скрипки общей продолжительностью шесть тактов. Первая публикация пьесы целиком была озаглавлена так: Ремо Джадзотто. Адажио соль минор для струнных и органа на основе двух фрагментов темы и цифрованного баса Томазо Альбинони (итал. Remo Giazotto: adagio in sol minore per archi e organo su due spunti tematici e su un basso numerato di Tomaso Albinoni).
Пьеса, с точки зрения критики, стилистически отличается от несомненных произведений эпохи барокко вообще и Альбинони в частности. В 1998 году известный музыковед и музыкальный педагог, профессор Люнебургского университета Вульф Дитер Лугерт в соавторстве с Фолькером Шютцем опубликовал в журнале «Praxis des Musikunterrichts» обзор проблемы авторства Адажио, включающий фрагменты писем из Саксонской земельной библиотеки, в которых утверждается, что такой музыкальный фрагмент из наследия Альбинони в собрании библиотеки отсутствует и никогда в нём обнаружен не был, так что сочинение в целом является безусловной мистификацией Джадзотто. Точка зрения на Адажио Альбинони как более или менее оригинальное сочинение Джадзотто отражена, в частности, в популярной Хатчинсоновской энциклопедии, в справке звукозаписывающей компании «Naxos», информационном материале известного журнала барочной музыки «Goldberg Magazine» и других источниках.
Это Адажио — одно из самых исполняемых музыкальных произведений второй половины XX века, неоднократно использовалось в кино. Благодаря использованию гитаристом Ингви Мальмстином в Icarus Dream Suite Op. 4 (1984) сыграло значительную роль в формировании современного неоклассического металла.